# Tahiti 80
Tahiti 80 est un groupe de rock indépendant français, originaire de Rouen, en Seine-Maritime. Il est composé de Xavier Boyer, Médéric Gontier, Pedro Resende, Raphaël Léger et Hadrien Grange. Tahiti 80 compte au total sept albums studio, et plus de quatre-vingts chansons.

## Biographie

### Formation et débuts (1993–1998)
Tout juste arrivés à Rouen, Xavier Boyer et Pedro Resende se rencontrent en 1993, et commencent à composer sous le nom de Tahiti 80 des chansons qui finiront sur une cassette démo intitulée Ping Pong Party à Papeete. Le duo rejoint par Samuel Jacques (basse) après la première démo, recrute Médéric Gontier (guitare) en 1994. Sylvain Marchand (basse et batterie) remplace Samuel Jacques en 1995.
À la fin 1995, le quatuor enregistre 20 Minutes, EP sur un huit pistes à cassette. Le disque sort en 1996 sur le label Bobby Records monté par le frère de Xavier Boyer pour l'occasion. Grâce à l'album, limité à 536 exemplaires, le groupe commence à voyager hors de France notamment en Belgique et en Suisse. En 1997, le groupe enregistre de nouvelles chansons qui susciteront l'intérêt du label Atmosphériques, qui finalisera la signature du groupe en 1998.

### Premiers succès (1999–2006)
En 1998, Tahiti 80 s'envole à New York pour travailler avec Andy Chase (Ivy). Le groupe y enregistre son premier album Puzzle, qui est mixé en 1999 à Malmö par Tore Johansson. Sorti la même année, I.S.A.A.C E.P sera le premier extrait de l'album, suivi par l'album Puzzle et du single Heartbeat. Très vite, Tahiti 80 suscite un intérêt au Japon. À la fin 1999, la chanteuse Kahimi Karie leur demande de produire et composer un titre pour son album Tilt, ce sera Separate Ways, enregistré au studio Gang à Paris.
En 2000, les choses s'accélèrent, Puzzle sort sur JVC au Japon, Minty Fresh aux États-Unis, Virgin en Allemagne, et Tahiti 80 découvre les gros festivals (Summer Sonic), les grosses tournées (un mois aux États-Unis lors de l'été 2000) et le succès au Japon, Puzzle y étant certifié disque d'or par la RIAJ en décembre 2000.
Tahiti 80 retrouve Andy Chase pour enregistrer Wallpaper for the Soul à New York au studio Stratosphere. Le groupe collabore avec l'arrangeur Richard Hewson pour les cordes et cuivres. Les sessions se font à Londres chez Olympic Studios. L'album sera mixé à Portland (Oregon) par Tony Lash. Le disque sort en 2003, le tour du monde se poursuit (Roskilde, Reading…), et Wallpaper For The Soul sera classé dans le top 10 des albums de l'année selon Uncut Magazine[réf. nécessaire]. En 2004, les concerts finis pour Wallpaper for the Soul, Tahiti 80 monte un studio d'enregistrement : Tahitilab. Une partie du budget de l'album part dans l'achat de matériel et le groupe passe six mois enfermé à travailler sur Fosbury. Le producteur et mixeur américain Neal Pogue les rejoint à Rouen, puis groupe et producteur s'envolent pour Los Angeles pour mixer une moitié de l'album au studio Larabee North, l'autre partie du disque sera mixée simultanément par Serban Ghenea sur la côte Ouest des États-Unis.
Le disque ouvertement influencé par la soul les voit visiter d'autres pays d'Asie, comme l'Indonésie et la Corée. Fosbury sort aux États-Unis sur Militia Group. La chanson Big Day fait partie de la liste des titres pour le jeu vidéo FIFA 07. Le suédois Jonas Odell réalise le clip vidéo pour Changes. C'est en 2006 que Raphaël Léger, tout droit sorti de l'école Agostini, rejoint le groupe et remplace Sylvain Marchand à la batterie.

### Axe Riverboy (2007–2008)
En 2007, Xavier Boyer enregistre son premier album solo Tutu To Tango sous le pseudonyme Axe Riverboy, anagramme de son nom. Jouant de tous les instruments, sauf les cordes et cuivres, et deux parties de batteries jouées par Victor Lemasne ou Raphaël Léger, il enregistre un disque aux sonorités folk au Tahitilab avec l'aide de Pedro Resende en tant qu'ingénieur du son. Tony Lash assure le mixage. Sorti sur le label Atmosphériques, le disque cessera d'être exploité quand le label se retrouve englobé par Universal. 
Axe Riverboy tourne en France en première partie de of Montreal, et au Japon où l'album sera suivi d'une suite Tutu Remixes, regroupant tous les morceaux de l'album original remixés par Eric Matthews, Lecube, Fortune, Flairs, Kevin Coral, Scalde, Montgomery, MaRadioStar, Ben's Symphonic Orchestra, Tim Keegan, Calc, Chateau Marmont, Rainbow Dogs et Hippie Johnny. La pochette, photographie originale de Xavier Boyer, dessinée par Laurent Fétis, est redessinée par Mehdi Zannad.

### Nouveaux albums (depuis 2008)

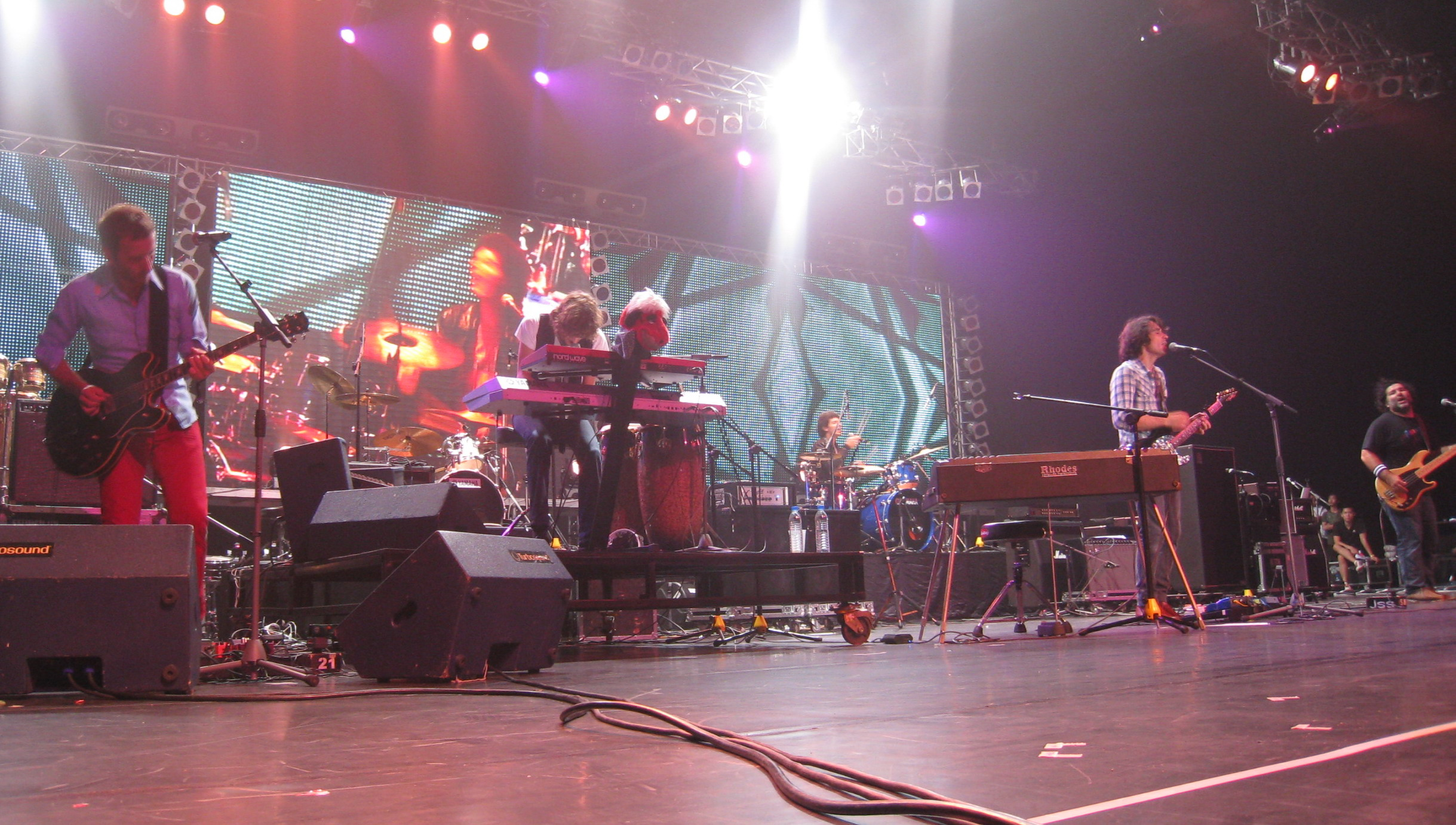
Tahiti 80 en concert à Bangkok, en Thaïlande, en 2009.

Signé sur le label français Barclay, Tahiti 80 écrit en 2007 les chansons qui forment l'album Activity Center. Le disque est entièrement réalisé à Rouen au Tahitilab et est mixé par Pedro Resende. Pour des raisons de santé, Sylvain Marchand ne peut assurer l'enregistrement des parties de batterie sur l'album. C'est Julien Barbagallo, membre de la formation live d'Axe Riverboy, qui le remplace. Il intègre Tahiti 80 pour la tournée promotionnelle Activity Center. Le 9 février 2011, sort l'album The Past, the Present and the Possible contenant les singles Easy et Darlin' (Adam & Eve Song).
En 2014, le groupe publie un nouvel album intitulé Ballroom. Il est suivi en 2016 par ...and the Rest Is Just Crocodile Tears. Un huitième album, appelé The Sunsh!ne Beat Vol.1, sort le 21 septembre 2018. Dernière publication en date, Here With You sort le 25 mars 2022, soutenu par le single Lost in the sound (4 février 2022).

## Style musical
Le style musical du groupe synthétise plusieurs styles musicaux (indé, sixties pop, soul, soft rock, musique électronique…).

## Discographie

### Albums studio
- 1999 - Puzzle
- 2002 - Wallpaper for the Soul
- 2005 - Fosbury
- 2008 - Activity Center
- 2011 - The Past, the Present and the Possible
- 2014 - Ballroom
- 2016 - ...and the Rest Is Just Crocodile Tears (Mini-album)
- 2018 - The Sunsh!ne Beat Vol.1
- 2022 - Here With You
- 2024 - Hello Hello

### EP
- 1996 : 20 minutes
- 1999 : I.S.A.A.C
- 2000 : Heartbeat Remixies
- 2001 : Songs from Outer Space
- 2001 : Extra Pieces
- 2003 : A Piece of Sunshine
- 2004 : Extra Pieces of Sunshine
- 2005 : Sotomayor
- 2008 : Joulupukki
- 2010 : Solitary Bizness
- 2011 : Darlin' (Adam and Eve song) (vinyle 12")
- 2013 : Bang
- 2015 : Coldest Summer

### Compilations & Live
- 2019 : Fear of an Acoustic Planet

### Singles
- 2000 : Yellow Butterfly
- 2000 : Made First
- 2000 : Heartbeat
- 2001 : A Love from Outer Space
- 2002 : 1000 Times
- 2002 : Soul Deep
- 2005 : Big Day
- 2005 : Changes
- 2006 : Chinatown
- 2008 : All Around
- 2009 : Unpredictable
- 2010 : Solitary Bizness
- 2010 : Me and the Princess
- 2011 : Easy
- 2011 : Darlin' (Adam and Eve Song)
- 2012 : Escalator
- 2013 : Bang
- 2014 : Missing
- 2014 : Crush
- 2015 : Coldest Summer
- 2018 : Let Me Be Your Story
- 2022 : Lost In The Sound